# Yevgueni Sharónov
Yevgueni Konstantínovich Sharónov (Евгений Константинович Шаронов) (11 de diciembre de 1958) es un exjugador de waterpolo de la Unión Soviética.

## Biografía
Desde que se retiró en 1992, ha sido el presidente de la federación rusa de waterpolo y ha sido técnico de waterpolo de la FINA desde 1996.

## Clubs
- Spartak, Moskvich Sports Club ( Rusia)

## Títulos
Como jugador de la selección de la Unión Soviética
- Bronce en los Juegos Olímpicos de Barcelona 1992
- Bronce en los Juegos Olímpicos de Seúl 1988
- Oro en los Juegos Olímpicos de Moscú 1980

## Participaciones en Copas del Mundo
- Juegos Olímpicos de Barcelona 1992
- Juegos Olímpicos de Seúl 1988
- Juegos Olímpicos de Moscú 1980